# Ausbildungs-Division Bayern (Wehrmacht)
Die Ausbildungs-Division Bayern (auch Division Bayern) war eine deutsche Infanteriedivision im Zweiten Weltkrieg.

## Divisionsgeschichte
Die Division wurde am 26. März 1945 im Zuge der Westgoten-Bewegung im bayrischen Wehrkreis VII hauptsächlich aus der 467. Ersatz-Division, Teilen der 407. Ersatz-Division und allen sonstigen noch verfügbaren Ersatz-Einheiten in Augsburg aufgestellt. Die Einheit kam im April 1945 zum Fronteinsatz in Franken gegen US-amerikanische Truppen. An der Front wurde der Verband in die 212. Volks-Grenadier-Division unterstellt und ging zu Kriegsende in amerikanische Gefangenschaft.
Kommandeur der Division war Oberstleutnant Curt von Hobe.

## Gliederung
- Grenadier-Regiment 407 (Regiment „Erhard“) mit zwei Grenadier-Bataillone, einem Artillerie-Bataillon und einem Werfer-Bataillon
- Grenadier-Regiment 467 (Regiment „List“) mit drei Grenadier-Bataillone